# Franstalige kranten in Brugge
Franstalige kranten waren in Brugge talrijk in de negentiende eeuw en sommige bleven verder bestaan tot in de helft van de twintigste eeuw.

## Geschiedenis

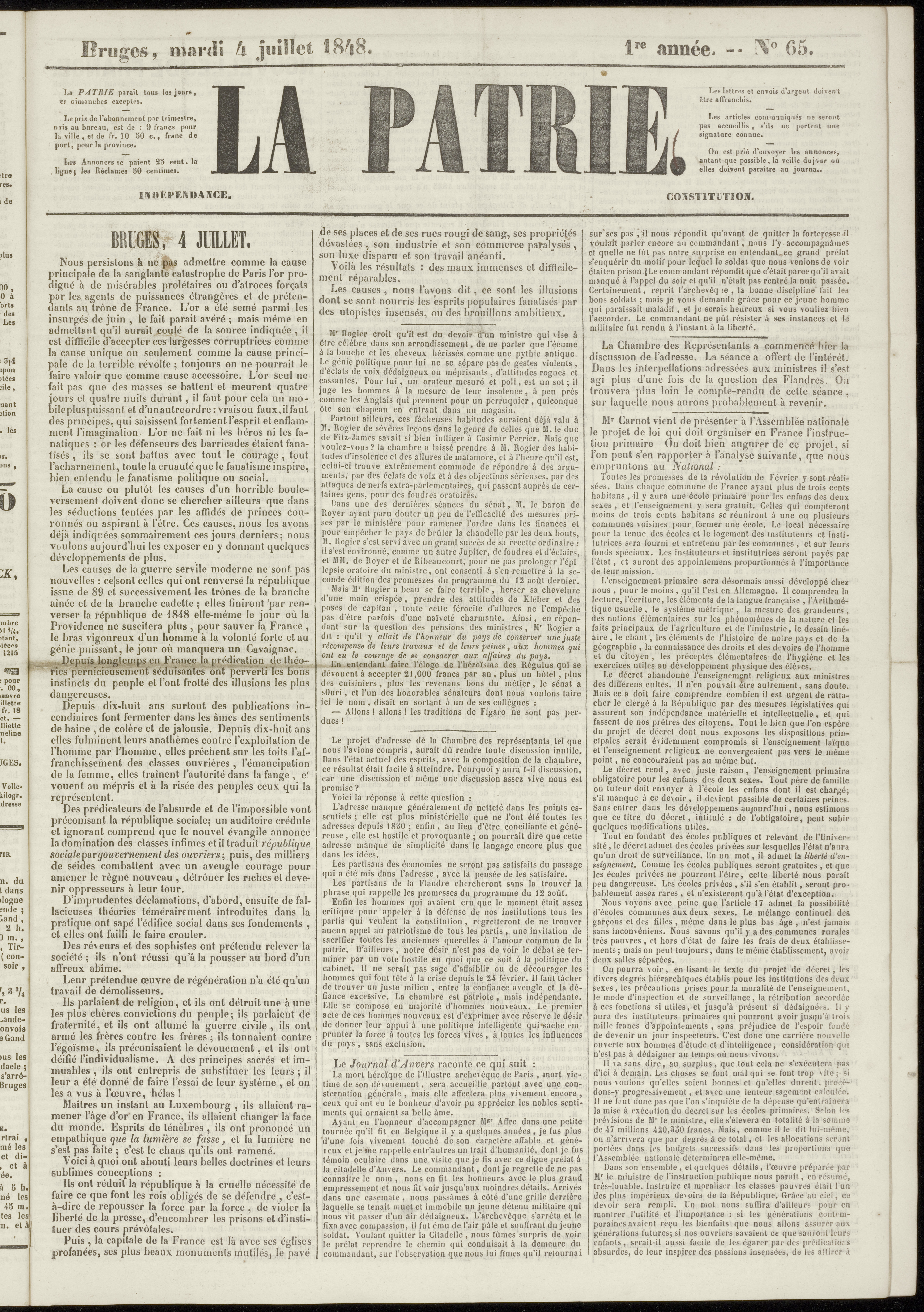
Voorpagina van de La Patrie van 4 juli 1848. Krant bewaard in en gedigitaliseerd door de Openbare Bibliotheek Brugge.

De opkomst van kranten en nieuwsbladen veronderstelde uiteraard lezers. Het was onvermijdelijk dat in de negentiende eeuw, toen een groot deel van de intelligentsia Franstalig was, er in Vlaanderen Franstalige kranten verschenen. Brugge bleef hierin niet achter.
Het aantal kranten in het Frans die het slechts heel korte tijd volhielden vormt de meerderheid. Er waren er nochtans enkele die het lang tot zeer lang volhielden en die tevens een nationale weerklank hadden en politieke invloed uitoefenden. Dit gold voor:
- Le Spectateur Belge, de krant van priester Leo de Foere, die zich onder het Verenigd Koninkrijk der Nederlanden kritisch opstelde tegenover het Nederlands bewind.
- Le Nouvelliste du Nord, weldra Le Nouvelliste des Flandres en vervolgens La Patrie, die gedurende een eeuw de spreekbuis was in Brugge van de katholieke partij, en vooral onder de leiding van de familie Neut een nationale weerklank vond.
- Journal de Bruges, gesticht door Philippe Chrétien Popp als liberale krant tegenover La Patrie en die eveneens nationale weerklank vond.
- L'Impartial de Bruges, radicaal-liberaal blad door een lid van de familie Bogaert uitgegeven.

Onvermijdelijk verminderde de oplage van de Franstalige kranten, waarvan een paar zich tot aan de Eerste Wereldoorlog konden handhaven en ook na de oorlog weer konden verschijnen. De grotere kennis van het Nederlands en de vermindering van de Franstalige bevolking maakte dat de toekomst van de Franstalige kranten niet rooskleurig was. De Tweede Wereldoorlog betekende bijna helemaal het einde van deze kranten.
Er bleef een uitzondering en dat was de Journal de Bruges, die nog kon standhouden tot in 1953 en ook nadien nog, vanuit Oostende, op confidentiële wijze werd uitgegeven onder de titel Courrier de Bruges, samen met de Courrier de Gand en de Courrier du Littoral. Maar ook deze krantjes waren op termijn ten dode opgeschreven.

## De Franstalige kranten

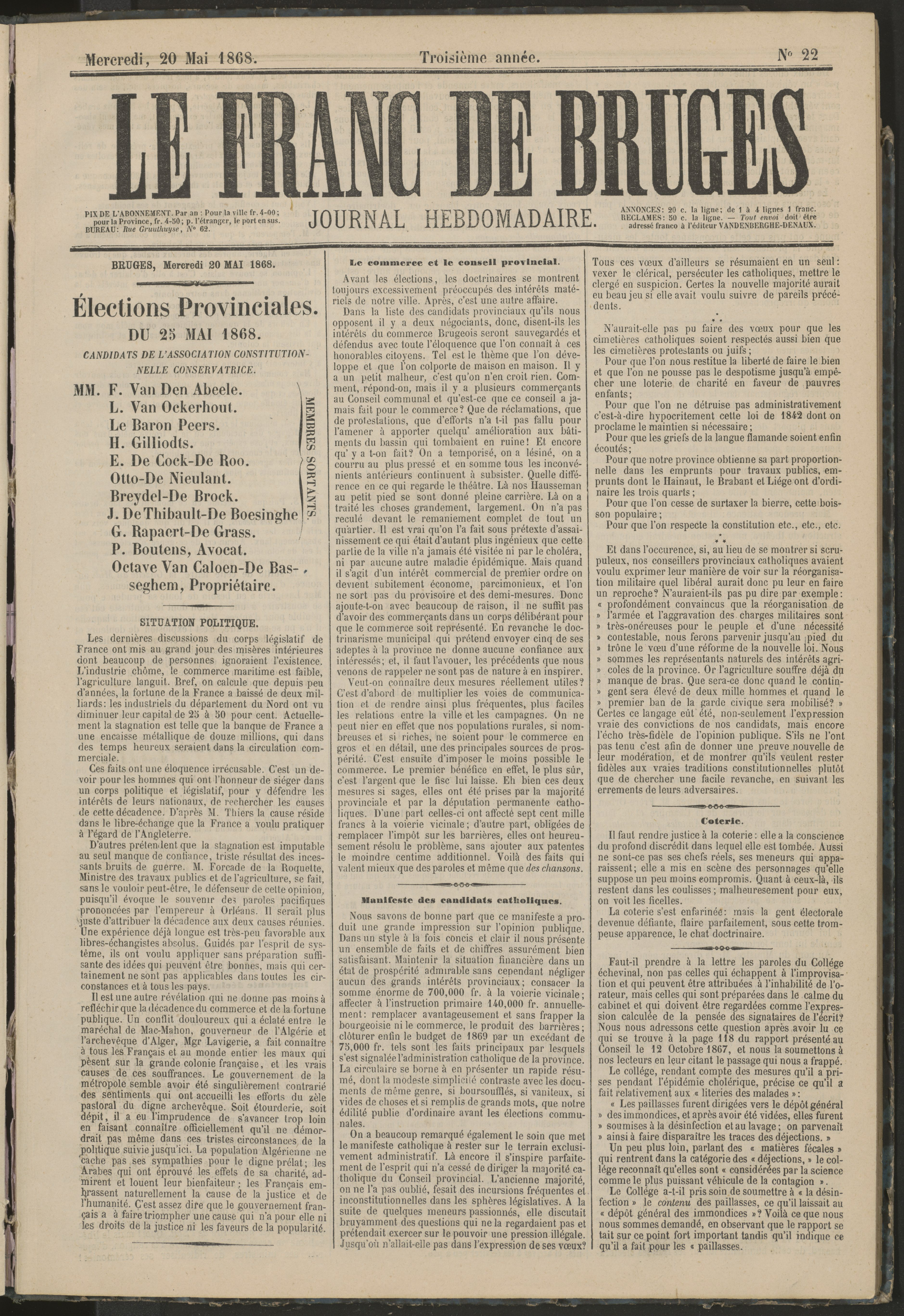
Voorpagina van Le Franc De Bruges van 20 mei 1868. Krant bewaard in en gedigitaliseerd door Openbare Bibliotheek Brugge.

- Voorpagina van Le Franc De Bruges van 20 mei 1868. Krant bewaard in en gedigitaliseerd door Openbare Bibliotheek Brugge.[2]La Belgique maritime (1880-1885), opgericht door de vereniging Brugge Zeehaven om het project kracht bij te zetten. Er was ook een Nederlandstalige tegenhanger, Brugge-Zeehaven.
- Le Courrier de Bruges (1886), opgericht door E. Bonte, als notarieel blad.
- Echo de Bruges (april 1837), liberaal blad dat het amper een paar weken uithield, onder directie van Jaspin.
- L'Echo de Bruges (1876-1877), katholiek-ultramontaans blad, een uitgave door drukker-uitgever J. De Muynck.
- La Flandre financière (1899-1914), financieel blad, oorspronkelijk uitgegeven door Philippe Chrétien Popp.
- La Flandre Maritime, (1928-1940), dissident katholiek nieuwsblad.
- Le Franc de Bruges (1865-1876), katholiek-ultramontaans blad, uitgegeven door Honoré Vandenberghe-Denaux, met o.m. Guido Gezelle als redacteur.
- L'Impartial de Bruges (1844-1873), liberaal blad uitgegeven door Alphonse Bogaert.
- L'Indicateur de Bruges et de la Province (1836-1837), liberaal blad, uitgegeven door advocaat Jaspin.
- L'Indicateur de Bruges et de la Province (1848-1884), publiciteitsblad, apolitiek, uitgegeven door Daveluy.
- Journal de Bruges (1837-1953), liberaal blad, gesticht door Philippe Chrétien Popp.
- Journal de la Lys (1804-1811), regeringsgezinde krant uitgegeven door Guillaume De Busscher-Marlier.
- Journal politique, littéraire, commercial et administratif de la province de la Flandre Occidentale (1816-1820), krant uitgegeven door Candido d'Almeida y Sandoval.
- La Lanterne Magique (1870), efemeer satirisch blad.
- La Nouvelle Plume (1872-1873), apolitiek kunstblad.
- Nouvelliste du Nord (1837) en Nouvelliste des Flandres (1837-1848), katholiek nieuwsblad, opgevolgd door La Patrie.
- La Patrie (1848-1940), katholiek nieuwsblad.
- La Plume (1870-1872), kunstblad.
- La Réforme (1870), efemeer radikaal-liberaal nieuwsblad.
- La semaine littéraire, artistique et mondaine (1897-1898), kunstblad.
- Le Spectateur Belge (1815-1824), de anti-orangistische krant van priester Leo de Foere.

## Literatuur

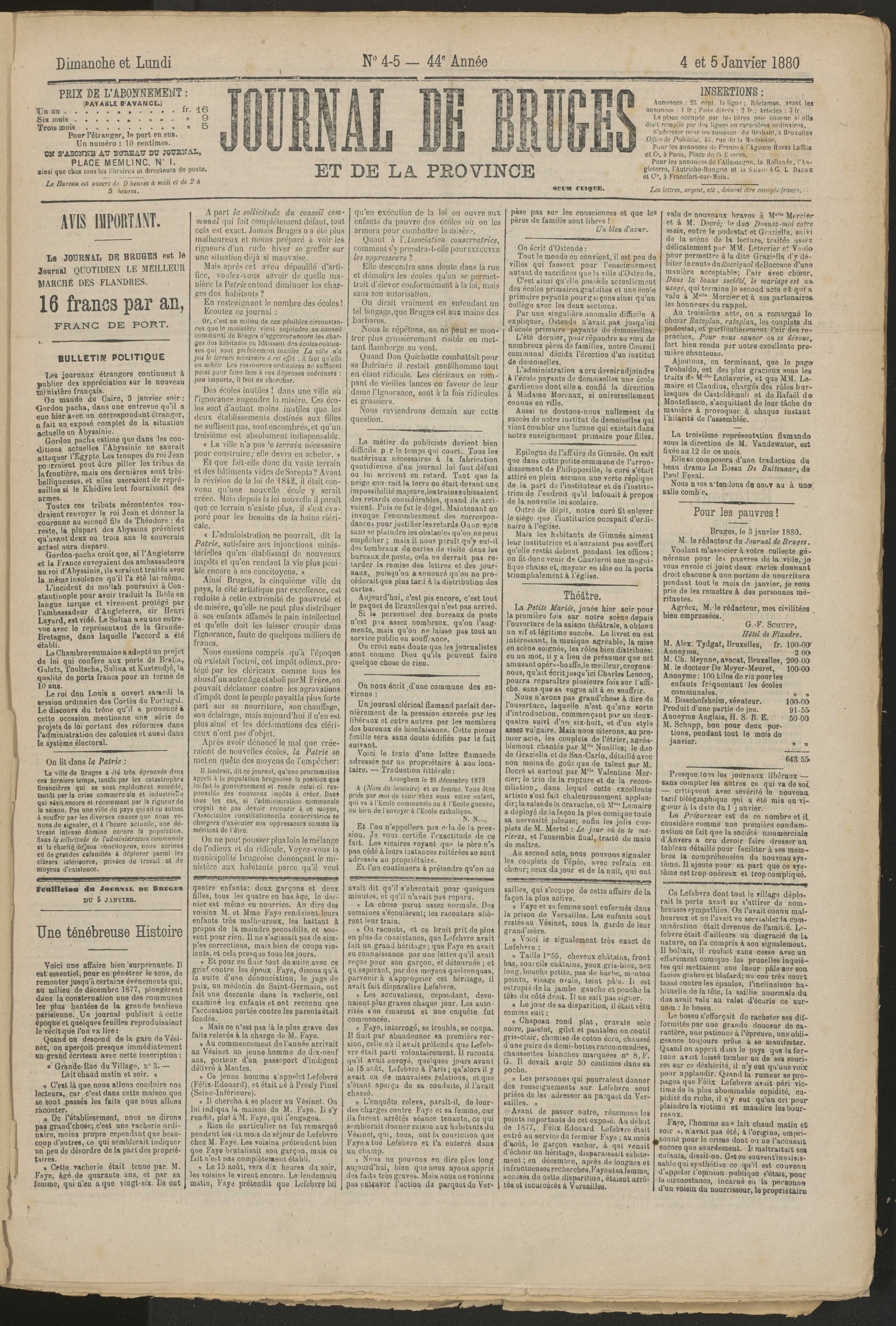
Voorpagina van de Journal de Bruges van 4 januari 1880. Krant bewaard in en gedigitaliseerd door Openbare Bibliotheek Brugge.